# 引きこもり
引きこもり（ひきこもり、英: hikikomori, social withdrawal、引き籠もり）は、仕事や学校に行けず家に籠り、家族以外と交流がない（社会関係資本を持たない）状況またはそうした生活をしている人を指す。
元々は不登校問題で、のちに「本来社会参加に達した年齢の若者の諸問題」として再定義されたものである。

## 概要
内閣府は若年層（15歳-39歳）を対象に調査してきたが、引きこもりが長期化したり、中年以降に引きこもったりする人が増え、2018年12月に中高年層（40歳-64歳）を対象とする初の調査を行ない、若年層54万1000人より多い61万3000人の中高年層の引きこもりがいると推計した。また厚生労働省は「就学や就労、交遊などの社会的参加を避けて、原則的には6ヶ月以上にわたって概ね家庭にとどまり続けている状態」と定義している。
日本の内閣府が2023年3月31日に公表した推計値によると、15～64歳で146万人いる。自室または自宅から出ない、近所のコンビニエンスストアなどや趣味の用事などだけは外出するといった状態が6カ月以上続いているという定義で調査した。

### 定義と呼称の歴史
「引きこもり」との言葉は1970年代から1980年代にかけての不登校児が部屋から出てこなくなった、または家から出られなくなったことを表現したもので、当時は「閉じこもり」「引きこもり」「立てこもり」と表現されていて一定ではなかった。報道での利用では朝日新聞記事データベースによると1982年に登場（石川良子,2015年）、公的な利用では総務庁の青少年問題審議会が1989年に注意を促したものが最初期である。うち、後者を受けて1990年の『青少年白書（総務庁青少年対策本部）』においても非社会的行動の代表的なものの一つとして挙げられたものである。不登校に起因しており、当事者の高齢化と長期化によって不登校とは別の問題として切り離され、「本来社会参加に達した年齢の若者の諸問題」として再定義された。朝日新聞記事データベースによると、1997年に増加の兆しがみえ、2000年に爆発的増加が起きた（石川良子,2015年）。1998年に斎藤環の『社会的引きこもり』が出版されたことなどで世間の関心が大きくなった。さらに2000年に入ると少年犯罪が「引きこもり」と関連するかのような報道がなされ、現在の若者を代表する問題として認識が高まり、厚生労働省など公的機関が実態調査に乗り出し、施策を打ち出すようになった。

### ニートとの違い
引きこもりに類似する用語として、就学・就労していない、また職業訓練も受けていないことを意味する「ニート」（若年無業者）という用語がある。厚生労働省が2010年に実施した調査では、いわゆる引きこもりの状態にある者（調査では20 - 49歳）をニートの「就業希望を有しない者」に含めている。

## 日本の状況
|                  | | 満15歳から満39歳の者 | 満15歳から満39歳の者 |
| ---------------- | --- | -------------------- | -------------------- |
| 狭義のひきこもり | - ふだんは家にいるが、近所のコンビニなどには出かける - 自室からは出るが、家からは出ない - 自室からほとんど出ない | 17.6万人             | 54.1万人             |
| 広義のひきこもり | - ふだんは家にいるが、自分の趣味に関する用事のときだけ外出する                                                   |                      | 54.1万人             |

### 人数の推計
厚生労働省の調査結果では、引きこもりを経験した者は1.2%、現在20歳代の者では2.4%が一度は引きこもりを経験していた。従来の調査では男性に多いとされていたが、2023年の内閣府の調査では、実は男女比の差は少なく、女性の引きこもり当事者が今まで表面化していないという問題があったのではないかという指摘が行われている(見過ごされてきた女性のひきこもりも参照せよ。）。
高学歴家庭では、約20人に1人が引きこもりを経験していた。家庭が経済的に困窮していたかどうかは引きこもりと関係ない。また、発達障害者が3割程度含まれることを確認した。
内閣府は、引きこもりの実態を把握するために、若年層（15歳 - 39歳）を対象に調査を行っている。しかし、引きこもりが長期化する人が増えていることから、2018年12月、中高年層（40歳 - 64歳）を対象とする初めての調査を行った。その推計では、中高年層における引きこもりは61万3000人に上る。内閣府の平成27年度（2015年度）調査では「不登校」「職場になじめなかったこと」、「就職活動がうまくいかなかった」「人間関係がうまくいかなかった」という、学生時代に直面した問題が引きこもりの切っ掛けとして上位に挙がっていた。しかし、平成30年度調査においては、「退職したこと（解雇・リストラ等が含むかは不明）」「人間関係がうまくいかなかったこと」「病気」「職場になじめなかったこと」「離婚(した/させられた）」という、社会人として直面する問題（職を失ったなど）が切っ掛けとして上位となっている。

### 高齢化と長期化
引きこもりは高齢化と長期化で不登校問題から切り離された経緯から、2010年代中盤まで支援対象者は10歳代から20歳代を想定した場合がほとんどであった。内閣府は2016年9月、サンプル調査に基づき、15 - 39歳の若年層の引きこもりが全国で約54.1万人（統合失調症の者も含めた場合、約56.3万人）に上るとの推計を公表した。その内、準引きこもり（ふだんは家にいるが、自分の趣味に関する用事のときだけ外出する。経済面では親に全面依存している）が約36.5万人、狭義のひきこもり（近所のコンビニなど近場以外に外出しない状態か殆ど家を出ない状態）が約17.6万人であった。内閣府調査で対象外だった40歳以上の引きこもりについて、KHJ全国ひきこもり家族会連合会は、16万人いると推計している。
近年では引きこもりの長期化や、社会に出た後に引きこもりになってしまうケースなどにより、20歳代や30歳代以上が増加している。KHJが2016年から2017年にかけて実施したアンケートでは、引きこもりの平均年齢は33.5歳、40歳代も25%が占めた。引きこもりの平均期間は10.8年間で、調査対象の16%は20年以上に及んでいた。支える家族の平均年齢は64.1歳と高齢化している。2割近いという調査結果もある。
山形県が2013年に引きこもりの実態を調査したところ、15歳以上の県民のうち、引きこもりは1,607人だった。そのうち40代以上が717人だった。これはほぼ半数が高齢の引きこもりであるということを示している。
就職氷河期世代の高齢化などにより、引きこもりが中高年になっても続く傾向は2010年以前から指摘されていた。この年齢層では支援の方法も限られてしまい、支援団体でも支援対象者に年齢制限を設けている場合がある。引きこもりの子を養っている親が老年期に入ると、経済的・体力的に行き詰まってしまう場合が多い。このためKHJのように、中高年に達した引きこもりの子を持つ親も参加できる支援団体もあるほか、親の退職・死亡後も子が引きこもりから抜け出せないことを前提に、生活資金の確保や物価が安い地域への引っ越しといった「サバイバルプラン」を助言するファイナンシャルプランナーもいる。高齢化がさらに進むことで、後期高齢者になって介護が必要な80代の親と50代の引きこもりとの親子関係における問題があるとする「8050問題」についてメディアが積極的に追求・報道するなど社会問題に発展している。
政府の引きこもり支援は内閣府所管の「子ども・若者育成支援推進法」に基づき、当初は34歳までを上限としていたが、後に39歳までに変更し、支援対象者を年齢で線引きしてきた。また、内閣府は引きこもりの実態を把握するために、15歳から39歳までの主に若者を対象に調査してきた。引きこもりが長期化する人が増えていることから、2018年12月、40歳から64歳を対象とする初めての調査を行ったところ、40歳から64歳で引きこもりの人は推計で61万3000人おり、内閣府が2015年度に実施した調査で1若年層を推計した54万1000人を上回っていた。その内、準引きこもり（ふだんは家にいるが、自分の趣味に関する用事のときだけ外出する）が約24万8000人、狭義のひきこもり（近所のコンビニなど近場以外に外出しない状態か殆ど家を出ない状態）が約36万5000人であった。また、40 - 44歳の層では、就職氷河期による影響の為、殆どの大学・短大・専門学校の新卒者が就職活動する時期に当たる20 - 24歳の時期にひきこもりが始まった人が目立っていた。更に引きこもり期間については、中高年引きこもりの約21.2%が3〜5年が最も多かったと同時に、10年以上の者は約36.1%を占めていた。その内、30年以上引きこもっていた者は、10年以上引きこもりをしている中高年の約17.7%であった。

## 世界各国の状況

### ヨーロッパ

#### フランス
フランスでは、伝統的に、何世紀も前から、人間と会いたがらない人のことを「misanthrope」（ミザントロープ）と言う。日本語では「人間嫌い」などと訳されている。

#### イギリス
英語圏では元々、ある人が社会と距離を置くような態度をとることや、その行動パターンは、あえて言うと「social withdrawal」と言う。
英語圏で、日本でも社会と距離を置く人々がおり、だが日本独特のパターンがある、ということが知られると、『オックスフォード英語辞典』は2010年8月、第3版に「hikikomori」の単語を収録し、定義文として“社会との接触を異常なまでに避けること”を掲載、補足の説明文として“一般的には若い男性に多い”を掲載した。
BBC が日本の引きこもりについての番組を放映した時に、複数のイギリスの視聴者から「同様の経験を持つ」とのコメントが寄せられた。イギリスでは孤独問題が社会問題になっており、2018年に孤独問題担当国務大臣を設置して孤独対策に力を入れ始めた。

#### イタリア
イタリアには引きこもり状態の若者が10万人程度いるとの推計もある。問題への認識は従来薄かったが、2017年6月に日本の取り組みを参考にした支援団体「HIKIKOMORIイタリア」（本部ミラノ）が発足するなど、対策が取られつつある。

### アジア
韓国、台湾、香港などでも確認されている。

#### 韓国
韓国では、首都のソウル特別市が2023年1月に同国の地方自治体として初めて引きこもり調査の結果を発表し、19～39歳のうち4.5％、12万9000人と推計した（家族以外と対面するのが年2回以下の「孤立」青年および外出を半年以上しない「隠遁」青年の合計）。引きこもりになった契機は失職・就職難（45.5％）、いじめ・暴力（20.1％）、進学の失敗（19.5％）の順で、ソウルに実家がない地方出身者も45.3％を占め、上京した若者が就職に失敗して引きこもりになるのが「ソウル型」の特徴と分析されている。ソウル市は4月に実態調査の継続と就業支援、シェアハウスへの受け入れなど総合支援策を発表したが、年500人の支援では不十分との指摘もある。
韓国政府系の研究機関も同年5月、韓国全体で引きこもり青年が約54万人、5％いるとの推定値を発表した。韓国では日本のアニメ作品から引きこもりという言葉は知られていたものの、内向的な性格の人をからかう場合などに使われることが多い。

## 国立精神・神経センター精神保健研究所による「ひきこもり」概念の説明
日本の国立精神・神経医療研究センター精神保健研究所社会復帰部による 「ひきこもり」の概念は以下である。
※調査対象者は次の条件をすべて満たす80例（男66例女14例）。初診時の年齢が12歳 - 34歳（平均19.8歳）、調査時点で13歳 - 37歳（平均21.8歳）。
- 統合失調症、躁うつ病、器質性精神病などの基礎疾患がないこと
- 初診時点で3か月以上の無気力・引きこもり状態があること
- 1989年6月の時点で、本人との治療関係が6か月以上続いていること
- 少なくとも本人が5回以上来院していること（家族のみの相談も多いため）
- 評価表を記入するための資料が十分にそろっていること

### 精神疾患
日本のある研究では、引きこもり（6カ月以上自宅に滞在）を理由として精神保健福祉センターにカウンセリングに訪れた16歳～35歳のうち、その80%は精神疾患が診断され、その33%は統合失調症もしくは気分障害、32%は一般的発達障害もしくは精神遅滞、34%はパーソナリティ障害もしくは適応障害であった。ただし実際重度の強迫性障害や統合失調症は就労不可能である場合がほとんどであり、諸外国もそういう疾患を非就労とは換算しない。

## 諸分析・諸見解
厚生労働省の調査結果では、56%の引きこもり経験者がこれまでに精神障害を経験していた。しかし精神障害の経験なしの者も44%あった。引きこもりと同時期の精神障害の発症は多くない。
厚生労働省の調査研究班が、引きこもり支援にあたる専門機関の職員などに向けた「ひきこもりの評価・支援に関するガイドライン」をとりまとめた。全国5か所の精神保健福祉センターにおいて、引きこもりの相談に訪れた当事者184人（16歳～35歳）を対象に精神科診断を行なったもの。調査結果によると、何らかの精神障害を有していると診断されたのは149人。分類不可とされた1名を除き、
1. 統合失調症などを有し、薬物療法を必要とする群（49人）
2. 広汎性発達障害など、生活・就労支援が必要となる群（48人）
3. パーソナリティ障害など、心理療法的支援が必要となる群（51人）という、3つに分類された[14]。

## 当事者活動
ひきこもり当事者による多種多様な社会運動やフリースペースや居場所の開催等を行う当事者会の活動の試みが各地で行われている。当時者会の活動を厚生労働省や神奈川県庁といった行政組織がサポートするケースも見られる。
当事者の活動には、山奥の限界集落でシェアハウスを行う事例、当事者発のマス・メディアの運営、女性の当事者を主体とした「ひきこもりUX女子会」の開催など様々なあり方がある。
いわゆる「引き出し屋」のあり方に対して、ひきこもり当事者及び当事者会がこれに反対する活動を展開している。2021年12月23日には、ひきこもりの当事者、経験者らで結成された「暴力的『ひきこもり支援』施設問題を考える会」が厚生労働省にて記者会見を行って「ひきこもり人権宣言」を発表した。記者会見には「ひきこもり新聞」の木村ナオヒロや丸山康彦らが出席した。人権宣言の一節には幸福追求権として『ひきこもり当事者は、自分らしく生きるために、自己決定権を行使でき、他者から目標を強制されない』とある。

## 諸問題

### 8050問題
中高年の引きこもりが直面する問題に8050問題がある。これは80歳を超えた親が引きこもりに陥った中高年の子を支える事で発生する様々な問題の総称である。

### 見過ごされてきた女性のひきこもり
従来、ひきこもりは男性が中心というイメージを持つ者が多かった。国の従来の調査結果でも男性が多いことが示されていた。しかし、2023年3月末に内閣府が発表した調査結果では、40歳～64歳のひきこもり状態にある者のうち、女性が52,3%で半数を超えている。15歳～39歳のうちでも女性が45,1%を占めた。従来の国の調査では、自身を主婦及び主夫や家事手伝いと調査結果に回答した者をひきこもりには含まなかったが、主婦及び主夫や家事手伝いと答えた者のうち「直近の半年間に家族以外との会話がほぼなかった場合」をひきこもり状態にあるとするようになったため、調査結果の内容が変化した。
この調査結果を受けてNPO法人「KHJ全国ひきこもり家族会連合会」の副理事長の池上正樹は「日本の伝統的な家父長制度や生産性を重んじる男性社会によって、ひきこもりにされてきた女性たちの歴史、世間の抑圧的な価値観があった。（中略）「女性はこうあるべき」という同調圧力の中で、自分の生きがいや夢を諦めて、自分の心を偽って生きてきた、日本の「家」という縛りの中で我慢と自己否定を強いられてきた女性が、ようやく、そのつらさを声に出してもいいと思ったのではないでしょうか。」と話している。
2016年から一般社団法人「ひきこもりUX会議」などの当事者団体が「ひきこもり女子会」や「ひきこもりママ会」を開いている。そうした「ひきこもりの女性たちの受け皿が増えてきたことも、今回の結果につながったと考えます。」とも池上は話している。
当事者の中にはドメスティックバイオレンスや性被害の経験を持つ女性もいるが、行政機関の男性職員に自身のことを相談することが難しかったり、男性中心の当事者団体には女性の当事者が行きにくいことがあった。2023年3月末に内閣府が発表した調査結果を受けて「今回の、男女が半々という調査結果が、支援を見直すための材料になればと思います」と一般社団法人「ひきこもりUX会議」代表理事の林恭子は話している。
2010年代後半以降は各地で女性のひきこもり当事者に焦点を当てた支援や当事者団体の動きが活発化している。例えば京都では有料老人ホームなどを運営する「日本いのちの花協会」が、女性のひきこもり当事者を対象としたシェアハウス「さくら荘」を始めたり、仙台では先述の「ひきこもりUX会議」に触発されて、宮城県内の女性らが「ひきこもりLadyの会」を結成し、仙台市男女共同参画推進センター「エル・ソーラ仙台」で定期的に会を催している。
その一方で、2015年には「ひきこもりを自立させる」とかたる悪質な業者（引き出し屋）がひきこもり当事者の女性の人権を侵害した事例も発生している。

### 引き出し屋
引きこもりの解決を謳う業者の中には、本人を無理やり連れ出し施設に収容し、さらに施設においても人権を侵害されるようなケースがあり、「引き出し屋」または「引き出し業者」として問題視されている。引き出し屋の施設に入れられた引きこもりが、精神的なストレスによるPTSD（心的外傷後ストレス障害）や引きこもりの悪化、自殺企図に至るケースもある。

### 報道
2022年12月8日、偏見や無断撮影などを行うことに対して、弁護士、精神科医、当事者らが『ひきこもり報道ガイドライン』を発表した。

## 引きこもりと発達障害
発達障害や自閉症スペクトラム障害（アスペルガー症候群）を抱える人物は対人関係を苦手とし、引きこもりになりやすい。これらの障害を抱える人物の就労の方法としてテレワークの活用が注目されている。長年自閉症スペクトラム障害を抱える人物の支援を行ってきたシカゴスクール のJoy F. Johnsonは「自閉症スペクトラム障害の人物が生産性を維持できるなら、どこで仕事をしようが関係のないことだ」「障害のある人物が、障害のある人物のための配慮ができていない世界で苦労をする必要はない」と述べている。Joy F. Johnsonはコロナ禍でテレワークが普及し、テレワーク勤務に対する偏見が弱くなったことを良いことだと考えている。
ポーランドで行われた調査でも、テレワークによって自閉症スペクトラム障害を抱える労働者が、障害の程度に対応した柔軟な労働時間の設定、対人関係を巡るストレスからの解放などの恩恵を受けたという調査結果がある。